# Schinhorn
Schinhorn – szczyt w Alpach Berneńskich, części Alp Zachodnich. Leży w Szwajcarii w kantonie Valais. Należy do głównego łańcucha Alp Berneńskich. Można go zdobyć ze schroniska Anenhütte (1734 m) lub Hollandiahütte (3238 m).